# Rodrigo Bernal (Botaniker)

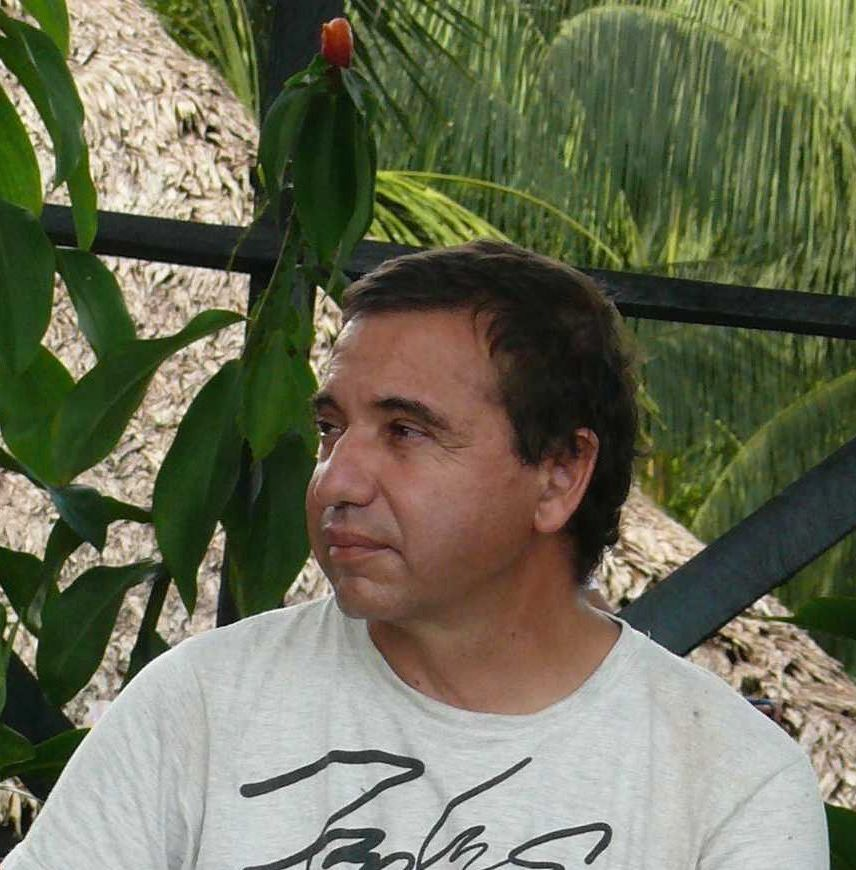
Rodrigo Bernal

Rodrigo Bernal (* 6. Juni 1959 in Medellín) ist ein kolumbianischer Botaniker, er wurde vor allem über seine Arbeiten zu neotropischen Palmen bekannt. Sein offizielles botanisches Autorenkürzel lautet „R.Bernal“.

## Leben
Bernal wurde am 6. Juni 1959 in Medellín geboren, dort studierte er Agrarwissenschaften an der Universidad Nacional de Colombia. Sein Studium schloss er 1983 ab. Ab 1984 forschte und lehrte er an der Universidad Nacional de Colombia in Bogotá. danach promovierte er an der Universität in Aarhus in Dänemark und wurde Assistant Professor in Bogotá.
Er arbeitet vor allem an den Palmengewächsen (Arecaceae). Bislang konnte er über 20 Originalbeiträge veröffentlichen und – auch gemeinsam mit Gloria Galeano – mehrere neue Arten erstbeschreiben.

## Werke
- Andrew Henderson, Gloria Galeano, Rodrigo Bernal: Field Guide to the Palms of the Americas. Princeton University Press, Princeton 1995, ISBN 0-691-08537-4.
- Finn Borchsenius, Rodrigo Bernal: Aiphanes (Palmae). In: Finn Borchsenius, Rodrigo Bernal (Hrsg.): Flora Neotropica. Band 70. The New York Botanical Garden, 1996, ISBN 0-89327-408-9, ISSN 0071-5794.